# Eurabia
     <1% (Cehia, Estonia, Finlanda, Ungaria, Islanda, Irlanda, Letonia, Lituania, Republica Moldova, Polonia, Portugalia, România, Slovacia)
     1%-2% (Belarus, Croația, Italia, Malta, Monaco, Ucraina)
     2%-4% (Andorra, Danemarca, Luxemburg, Norvegia, Serbia, Slovenia, Spania)
     4%-5% (Germania, Grecia, Liechtenstein, Elveția, Marea Britanie)
     5%-10% (Austria, Belgia, Franța, Olanda, Suedia, Georgia)
     10%-20% (Bulgaria, Cipru, Muntenegru, Rusia)
     20%-30%
     30%-40% (Macedonia)
     40%-50% (Bosnia și Herțegovina)
     50%-60%
     60%-70%  (Albania)
     70%-80%
     80%-90% (Kosovo)
     90%-95%
     95%-100% (Turcia)
Eurabia este un neologism politic care se referă la o teorie conspirativă conform căreia elemente globaliste (în principal franco-arabe) intenționează ca populația musulmană din Europa să devină majoritară în termen de câteva generații, prin imigrație continuă și o rată ridicată a natalității în familiile musulmane. Scopul acestei schimbări demografice ar fi subminarea culturii europene și a alinierii continentului cu Statele Unite și Israelul.
Numele „Eurabia” a fost ales de Comitetul european de Coordonare al Asociațiilor de Prietenie cu lumea arabă, pentru a se defini pe el însuși și strategia sa. Acest comitet a fost creat în 1974, la Paris, centrul de origine al acestei politici. Pe 23-24 martie 1974, a fost creată, tot la Paris, Asociația Parlamentară pentru Cooperare Euro-Arabă (APCEA), conectată la Comisia europeană, reunind parlamentari proveniți din toate partidele, din toate țările membre ale Comunității europene.
Termenul a fost popularizat prin apariția controversatei cărți Eurabia: The Euro-Arab Axis, de scriitoarea Bat Ye'or (grafiat și Bat Yeor), pe 31 ianuarie 2005.

## Declarații
Fostul dictatorul libian Muammar al-Gaddafi a ținut o cuvântare la 10 aprilie 2006, transmisă de televiziunea Al Jazeera, în care a declarat:
|  | Avem 50 de milioane de musulmani în Europa. Sunt semne că Allah va conferi Islamului victoria în Europa - fără săbii, fără puști, fără cuceriri. Cele 50 de milioane de musulmani din Europa vor transforma continentul într-unul musulman, în numai câteva decenii. |

## Vezi și
- Criza refugiaților în Europa
- Multiculturalism

## Legături externe
- Will Islam Become the Religion of Europe? Gatestone Institute
- Muslims 'about to take over Europe'